# Ganoderma stratoideum
Ganoderma stratoideum är en svampart som beskrevs av S.C. He 1989. Ganoderma stratoideum ingår i släktet Ganoderma och familjen Ganodermataceae.   Inga underarter finns listade i Catalogue of Life.